# Loi d'airain de l'oligarchie
Pour le concept économique, voir loi d'airain des salaires.
La loi d'airain de l'oligarchie est un concept utilisé en sociologie tiré de l'étude du sociologue Robert Michels pour qualifier la tendance de toute organisation à sécréter une élite oligarchique.

## Présentation générale
Ce concept est à rattacher à la critique élitiste de la démocratie, et aux auteurs qui relèvent de l'école de sociologie élitiste à savoir Gaetano Mosca, Vilfredo Pareto et Robert Michels. Il contient une critique de l'illusion de démocratie au sein des partis politiques.
En politique, il désigne aussi la division entre une minorité dirigeante et une majorité dirigée.
Selon Michels, « l'organisation est la source d'où nait la domination des élus sur les électeurs, des mandataires sur les mandants, des délégués sur ceux qui les délèguent. »
Toute organisation engendre des relations de domination. Des processus de différenciation interne et de division du travail se mettent en œuvre, et à mesure que l'organisation partisane se développe, on voit émerger une bureaucratie peuplée par des dirigeants professionnels. Ceux-ci vont s'appuyer sur la maîtrise des ressources collectives dégagées par l'organisation et vont développer des savoir-faire qui leur permettent de recueillir des mandats et des responsabilités. Ils deviennent presque des chefs inamovibles. Cela signifie que l'organisation crée des dirigeants qui deviennent indépendants des masses et coupés de leur contrôle. C'est un processus de captation du pouvoir.

## Loi d'airain de l'oligarchie
« [...] Qui dit organisation dit tendance à l’oligarchie. Dans chaque organisation, qu’il s’agisse d’un parti, d’une union de métier, etc., le penchant aristocratique se manifeste d’une façon très prononcée. Le mécanisme de l’organisation, en même temps qu’il donne à celle-ci une structure solide, provoque dans la masse organisée de graves changements. Il intervertit complètement les positions respectives des chefs et de la masse. L’organisation a pour effet de diviser tout parti ou tout syndicat professionnel en une minorité dirigeante et une majorité dirigée. »

— Robert Michels, Les Partis Politiques, Essai sur les tendances oligarchiques des démocraties

## Dans la fiction
« Les gouvernements, lorsqu'ils durent, tendent toujours vers des formes aristocratiques. Aucun gouvernement de l'histoire n'a échappé à ce processus. Et, au fur et à mesure du développement de l'aristocratie, le gouvernement a de plus en plus tendance à n'agir exclusivement que dans l'intérêt de la classe dirigeante. »

— Frank Herbert dans son ouvrage Dune

## Critiques
D'autres auteurs se sont penchés sur la loi d'airain de Michels. Ainsi, S. M. Lipset chercha des contre-exemples de cette loi et en trouva un, sous la forme d'une grande organisation de typographie aux États-Unis qui avait conservé un mode de fonctionnement démocratique notamment grâce à des petits groupes de travail et à la volonté des experts de diffuser leurs connaissances. Les arguments de Lipset tendent à démontrer que la loi d'airain de l'oligarchie n'est pas une loi mais plutôt un phénomène social.